# Congrès mondial des organisations représentatives des femmes
Le Congrès mondial des organisations représentatives des femmes, en anglais : World's Congress of Representative Women, est une convention d'une semaine pour l'expression des préoccupations des femmes, qui s'est tenue dans le cadre de l'Exposition universelle de 1893, officiellement la Chicago World's Fair, à Chicago aux États-Unis, en mai 1893.

## Description
À l'occasion des 81 réunions, organisées par des femmes de tous les États-Unis, 150 000 personnes se sont rendues au Woman's Building du Congrès mondial et ont écouté les discours de près de 500 femmes de 27 pays.
Le Congrès mondial des organisations représentatives des femmes est organisé, parrainé et promu par la branche féminine du World's Congress Auxiliary, sous la direction de la présidente Bertha Honoré Palmer, l'épouse du célèbre collectionneur Potter Palmer, de Chicago. Les hommes du congrès auxiliaire ont formé dix-sept départements et ont tenu plus de 100 congrès avec des programmes politiques, sociaux et techniques variés. La branche des femmes n'a tenu qu'un seul congrès. De tous les congrès de l'Exposition universelle de Chicago, le Congrès mondial des femmes représentatives a été le plus suivi.

## Pavillon de la femme

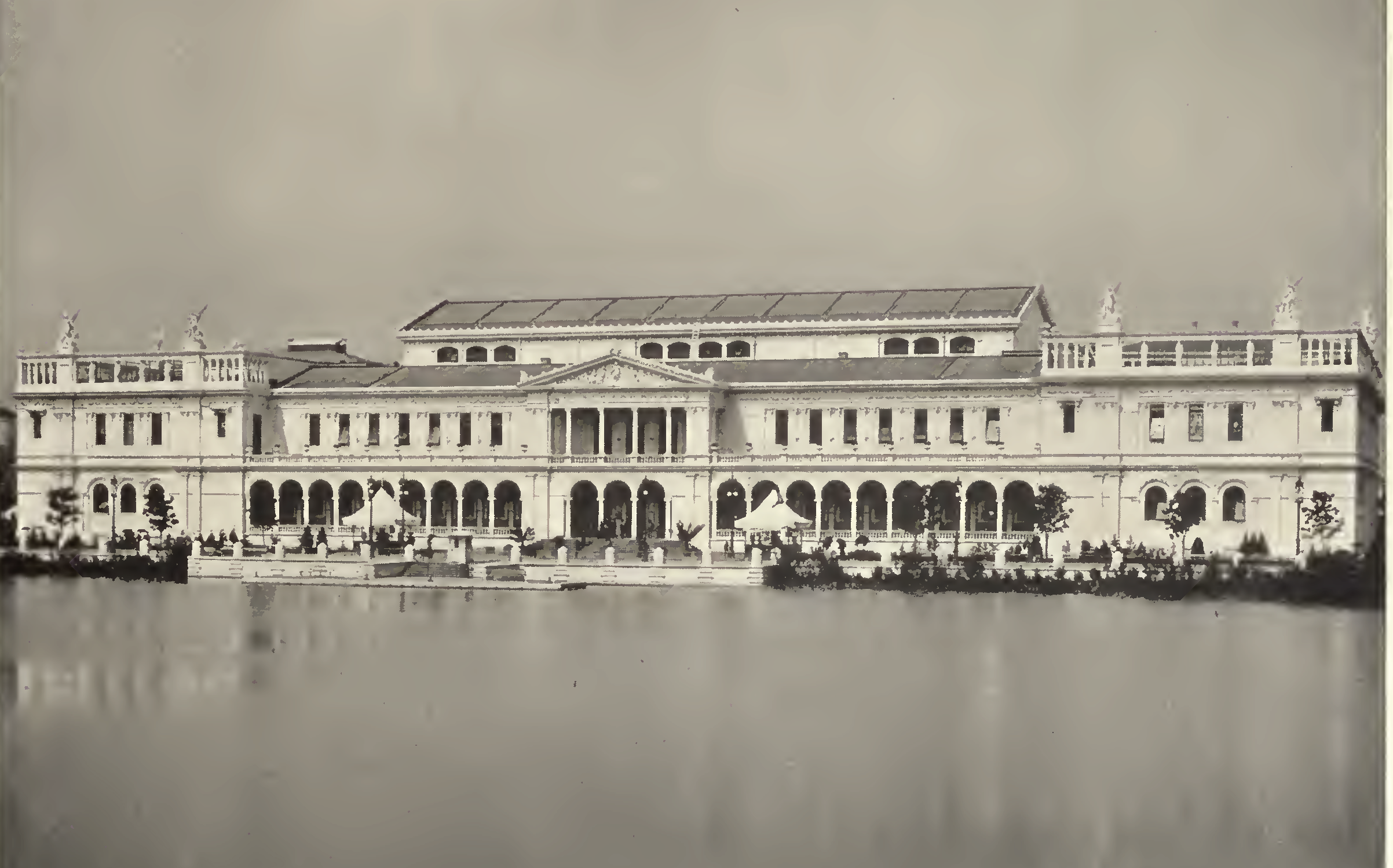
Le Woman's Building à l'Exposition universelle de 1893, de Chicago.

Bertha Honoré Palmer est la présidente du conseil d'administration de l'organisation Lady Managers, forte de 117 femmes, qui s'occupe des entreprises féminines à l'Exposition universelle.
Le Conseil fait construire le Woman's Building, conçu par Sophia Hayden, âgée de 21 ans, comme lieu d'exposition de l'art féminin. Le bâtiment lui-même est décoré par des femmes artistes, avec des ornements architecturaux sculptés par Enid Yandell et Alice Rideout, toutes deux âgées de 19 ans, et un grand tableau de Mary Cassatt, Modern Woman, l'une des deux grandes peintures murales du Woman's Building, le second étant Primitive Woman being de Mary Fairchild. La décoration intérieure est effectuée par Candace Wheeler et Sarah Tyson Hallowell.
Le Conseil construit également un bâtiment pour les enfants, une garderie nécessaire pour soutenir les participants aux foires et aux congrès qui amenent des enfants. De plus, le Conseil construit un dortoir pour femmes, près du champ de foire, pour accueillir les femmes voyageant seules ou avec de jeunes enfants.

## Personnes notables participant au Congrès
- Jane Addams
- Susan B. Anthony
- Hanna Bieber-Böhm
- Hallie Quinn Brown
- Elizabeth Cady Stanton
- Fanny Jackson Coppin
- Auguste Förster
- Barbara Galpin
- Helen H. Gardener
- Frances Ellen Watkins Harper
- Hanna K. Korany
- Mary Kenney O'Sullivan
- Lorraine J. Pitkin (en)
- Käthe Schirmacher
- Anna Simson
- Mary Stuart Smith (en)
- Lucy Stone
- Florence Wallace Pomeroy, Lady Harberton
- Fannie Barrier Williams
- Sarah Jane Woodson Early

## Galerie

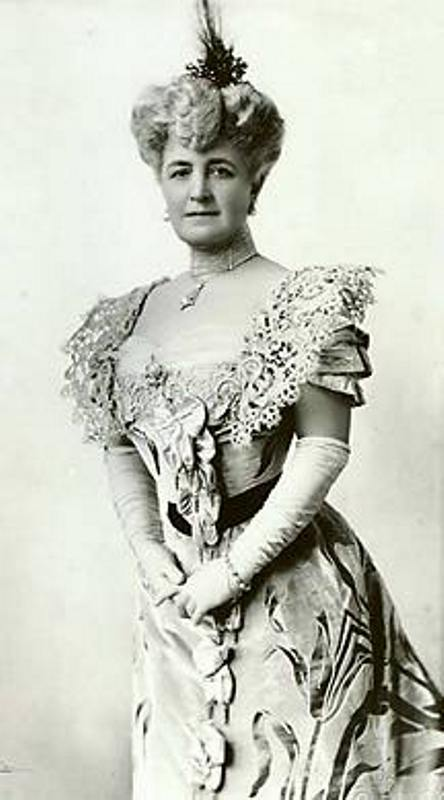
Bertha Palmer, présidente du congrès.
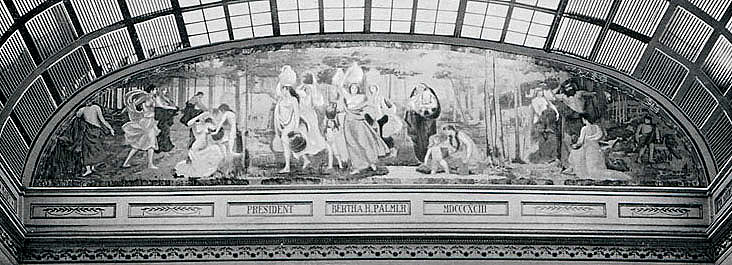
Primitive Woman being de Mary Fairchild.
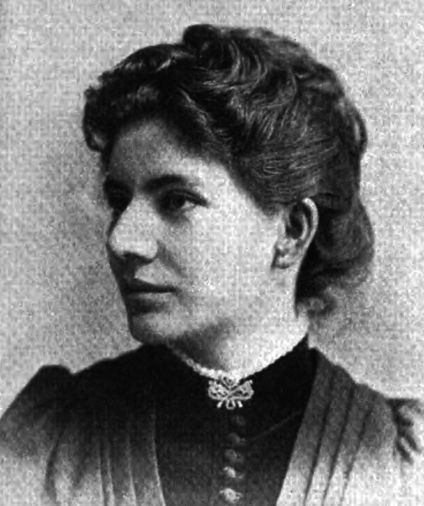
Sophia Hayden (1892).

### Source de la traduction
- (en) Cet article est partiellement ou en totalité issu de l’article de Wikipédia en anglais intitulé « World's Congress of Representative Women » (voir la liste des auteurs).